# Rowdy Gaines
Ambrose (Rowdy) Gaines IV (Winter Haven, 17 februari 1959) is een Amerikaans zwemmer.

## Biografie
Gaines won tijdens de Olympische Zomerspelen van 1984 de gouden medaille op de 100m vrije slag, 4×100m vrije slag en de 4×100m wisselslag.
Tijdens de wereldkampioenschappen in 1978 en 1982 won Gaines in totaal vijf wereldtitels op de estafette.
Gaines zwom wereldrecords op de 50m, 100m en 200m vrije slag.

## Internationale toernooien
| Jaar | Olympische Spelen                                       | Wereldkampioenschappen                                                                        | Pan-Amerikaanse Spelen                                                                        |
| ---- | ------------------------------------------------------- | --------------------------------------------------------------------------------------------- | --------------------------------------------------------------------------------------------- |
| 1978 |                                                         | 4×100m vrije slag · 4×200m vrije slag                                                         |                                                                                               |
| 1979 |                                                         |                                                                                               | 200m vrije slag · 4×100m vrije slag · 4×100m vrije slag                                       |
| 1980 | Amerikaanse boycot                                      |                                                                                               |                                                                                               |
| 1982 |                                                         | 100m vrije slag · 200m vrije slag · 4×100m vrije slag · 4×200m vrije slag · 4×100m wisselslag |                                                                                               |
| 1983 |                                                         |                                                                                               | 100m vrije slag · 200m vrije slag · 4×100m vrije slag · 4×200m vrije slag · 4×100m wisselslag |
| 1984 | 100m vrije slag · 4×100m vrije slag · 4×100m wisselslag |                                                                                               |                                                                                               |

1896: Alfréd Hajós ·
1908: Charles Daniels ·
1912: Duke Kahanamoku ·
1920: Duke Kahanamoku ·
1924: Johnny Weissmuller ·
1928: Johnny Weissmuller ·
1932: Yasuji Miyazaki ·
1936: Ferenc Csik ·
1948: Walter Ris ·
1952: Clarke Scholes ·
1956: Jon Henricks ·
1960: John Devitt ·
1964: Don Schollander ·
1968: Mike Wenden ·
1972: Mark Spitz ·
1976: Jim Montgomery ·
1980: Jörg Woithe ·
1984: Rowdy Gaines ·
1988: Matt Biondi ·
1992: Aleksandr Popov ·
1996: Aleksandr Popov ·
2000: Pieter van den Hoogenband ·
2004: Pieter van den Hoogenband ·
2008: Alain Bernard ·
2012: Nathan Adrian ·
2016: Kyle Chalmers ·
2020: Caeleb Dressel ·
2024: Pan Zhanle
1964: Clark, Austin, Ilman, Schollander ·
1968: Zorn, Rerych, Spitz, Walsh ·
1972: Edgar, Murphy, Heidenreich, Spitz ·
1984: Cavanaugh, Heath, Biondi, Gaines ·
1988: Jacobs, Dalbey, Jager, Biondi ·
1992: Hudepohl, Biondi, Jager, Olsen ·
1996: Olsen, Davis, Schumacher, Hall ·
2000: Klim, Fydler, Callus, Thorpe ·
2004: Schoeman, Ferns, Townsend, Neethling ·
2008: Phelps, Weber-Gale, Jones, Lezak ·
2012: Leveaux, Gilot, Lefert, Agnel ·
2016: Dressel, Phelps, Held, Adrian ·
2020: Dressel, Pieroni, Becker, Apple ·
2024: Alexy, Guiliano, Armstrong, Dressel
1960: McKinney, Hait, Larson, Farrell ·
1964: Mann, Craig, Schmidt, Clark ·
1968: Hickcox, McKenzie, Russell, Walsh ·
1972: Stamm, Bruce, Spitz, Heidenreich ·
1976: Naber, Hencken, Vogel, Montgomery ·
1980: Kerry, Evans, Tonelli, Brooks ·
1984: Carey, Lundquist, Morales, Gaines ·
1988: Berkoff, Schroeder, Biondi, Jacobs ·
1992: Rouse, Diebel, Morales, Olsen ·
1996: Rouse, Linn, Henderson, Hall ·
2000: Krayzelburg, Moses, Crocker, Hall ·
2004: Peirsol, Hansen, Crocker, Lezak ·
2008: Peirsol, Hansen, Phelps, Lezak ·
2012: Grevers, Hansen, Phelps, Adrian ·
2016: Murphy, Miller, Phelps, Adrian  ·
2020: Murphy, Andrew, Dressel, Apple  ·
2024: Xu, Qin, Sun, Pan
- International Standard Name Identifier: 0000 0003 8218 0131
- Library of Congress Control Number: no2012055575
- Nationale Bibliotheek van Tsjechië: mzk2009502701
- Virtual International Authority File: 263890626
- WorldCat: E39PBJkTcpyDVDrGgyWYVGyyBP